# Свято-Никольский монастырь (Саратовская область)
Свя́то-Нико́льский монасты́рь (ранее широко известен как Средне-Никольский монасты́рь) — женский монастырь Балаковской епархии Русской православной церкви, расположенный в окрестностях города Пугачёва Саратовской области.
Был основан как старообрядческий мужской монастырь, стал одним из влиятельнейших духовных центров старообрядчества в России, в 1837 году был преобразован в единоверческий, обращение сопровождалось насилием и кровопролитием, что вызвало общественный резонанс. В 1843 году монастырь был преобразован в женский. Закрыт советской властью в 1918 году. Официально возрождён как православный женский монастырь в 2000 году.

## Появление старообрядцев на Иргизе

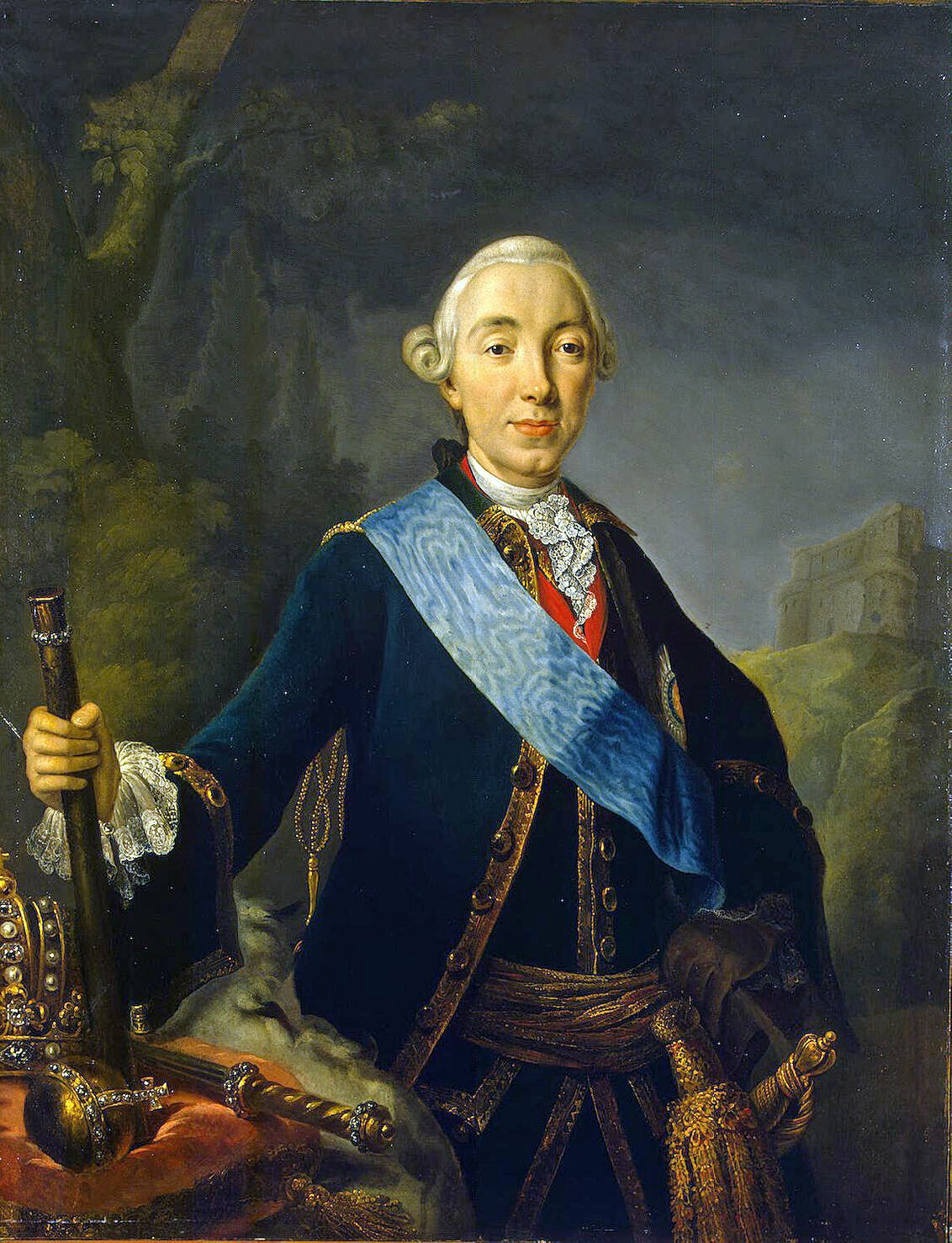
Пётр III

Окрестности рек Большой и Малый Иргиз уже с начала XVIII века становились местами поселения старообрядцев, несмотря на постоянные угрозы нападений кочевников. В 1727 году архиепископ Казанский Сильвестр докладывал Синоду, что «по реке Киргизе (Иргизу) из верховых городов и уездов живут раскольники, убегая от изыскания, с женами и детьми, многолюдно». Власти периодически предпринимали поиски таких поселенцев с помощью воинских отрядов, но, несмотря на подобные преследования, местность привлекала всё новых переселенцев. К 1760-м годам в районе проживало «более тысячи российских подданных». Возник ряд слобод.

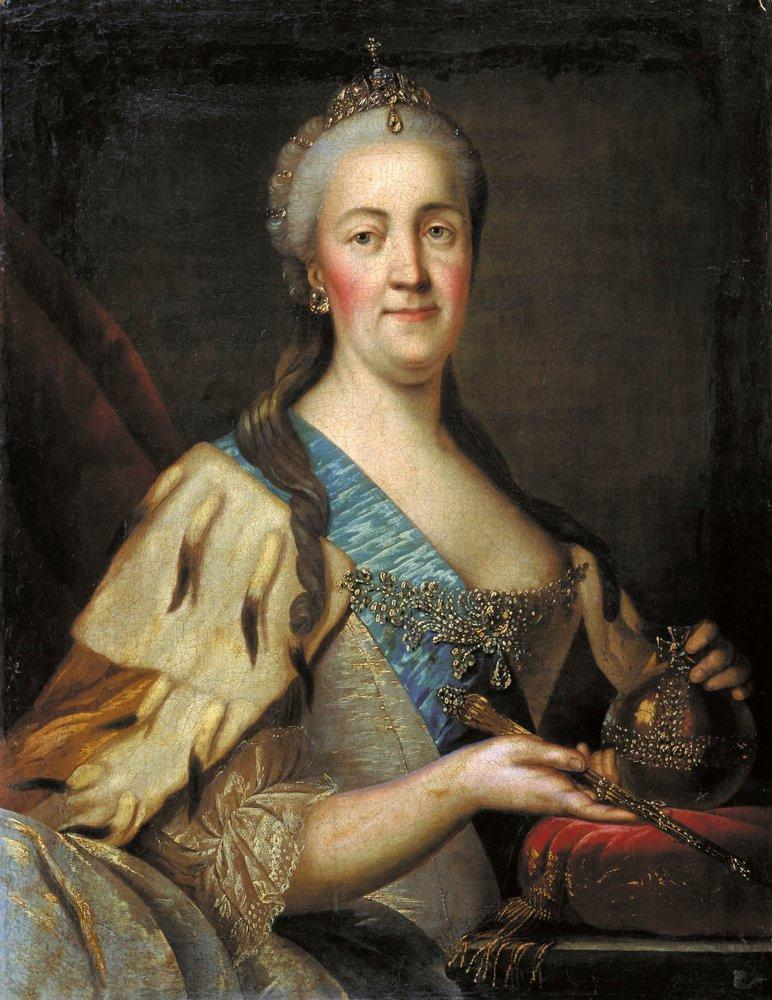
Екатерина II

Император Пётр III почти сразу после воцарения отправил на рассмотрение в Сенат указ о дозволении всем старообрядцам, бежавшим ранее за границу, беспрепятственно возвращаться в Россию с правом свободы вероисповедания. Г. Р. Державин предполагал, что подобный указ появился под влиянием поданного Иваном Серебряковым, крестьянином одного из центров старообрядчества деревни Малыковки, проекта о заселении слабозаселённых мест по Иргизу переселенцами-старообрядцами из Польши. Екатерина II в декабре 1762 года подтвердила прежний указ, дополнительно пообещав переселенцам освобождение от податей на 6 лет и земельные наделы. Указ стал основным источником для колонизации Саратовского края в XVIII веке — согласно архиепископу Филарету, только в 1763 году из польской слободы Ветки, бывшей долгое время старообрядческим центром, на Иргиз переселилось около 20 тысяч человек. Вместе с переселенцами из Европы на Иргиз втайне потянулись и переселенцы из внутренней России, которым порой тоже удавалось получить земельные наделы.
Вскоре в иргизских слободах появилось несколько старообрядческих монастырей, основанных выходцами из Польши.

## Основание монастыря
Точной даты основания монастыря не сохранилось.
Иван Добротворский, с отсылкой к сборнику сочинений бывшего саратовского епископа Иакова (Вечеркова) «О расколе беглопоповицкой секты в Саратовской губернии», полагает что монастырь был основан в 1764 году, его же дату повторяет историк Н. Попов. Н. С. Соколов, опираясь на несохранившееся до наших дней «Статистическое описание монастырей», составленное старообрядческим «патриархом» Прохором в 1815 году, а также на другие страницы сборника Иакова (Вечеркова) и мнение архимандрита Платона, долгое время бывшего уставщиком в монастыре у Прохора, считает обитель основанной не позднее 1762 года.
Однако ещё в начале XIX века саратовский губернатор Петр Беляков отмечал, что нет оснований считать 1764 год датой основания монастыря, указывая, что императорский указ вышел лишь 14 декабря, и добраться из Польши до отдалённого Иргиза за оставшиеся две недели было просто невозможно. Беляков соотносил время основания монастырей с серединой 1770-х годов, что косвенно подтверждается отсутствием иргизских монастырей в списках раскольников по губернии, плативших двойной оклад, в 1778 году. А так как по указу Екатерины II освобождение от податей было выдано на 6 лет, то обители должны были быть основаны не ранее 1772 года. Кроме того, согласно отчёту настоятеля Никольского монастыря Кирилла, сделанному в 1833 году, первая церковь в монастыре появилась лишь в 1790 году. При этом в соседних иргизских монастырях алтари появились уже в начале 1780-х годов. По мнению саратовского исследователя Антона Наумлюка, такая разница может быть объяснена тем, что Никольский монастырь действительно был основан значительно позже двух других. Впрочем, на возражения П. Белякова о невозможности обустройства скита в 1762 году Н. Соколов отвечает предположением, что первые переселенцы вышли из Польши, опираясь на указ Петра III, данный ещё в январе.
Дальнейшая датировка в данной статье опирается на версии об основании монастыря в первой половине 1760-х годов.
Монастырь был основан выходцем из Польши иноком Пахомием, основавшим скит в живописном месте на берегу озера Старичье. С ним было 17 человек братии. Вскоре также из Польши пришёл инок Филарет, который, однако, поселился не в ските, а неподалеку от него. О его спутниках ничего не известно. Таким образом, вблизи друг от друга появилось два скита, в одном из которых настоятелем был Пахомий, в другом — Филарет, потому скит в источниках того периода назывался то Пахомиевым, то Филаретовым, то Пахомиевым-Филаретовым, а порой вообще сообщалось о двух отдельных монастырях. По переписи 1762—1765 годов вскоре после основания в Пахомиевом-Филаретовом скиту проживало 29 человек.
Изначально скит ничем не отличался от многочисленных аналогичных, разбросанных по Саратовской губернии. Но обитатели монастыря, посчитав, что свобода богослужения, данная им императорским указом, распространяется и на строительство часовен и храмов, занялись церковным строительством, что заметно увеличило влияние обители на духовную жизнь в регионе. Монахи вели строгую аскетичную жизнь, что снискало им уважение среди местных старообрядцев.

## Ранние годы

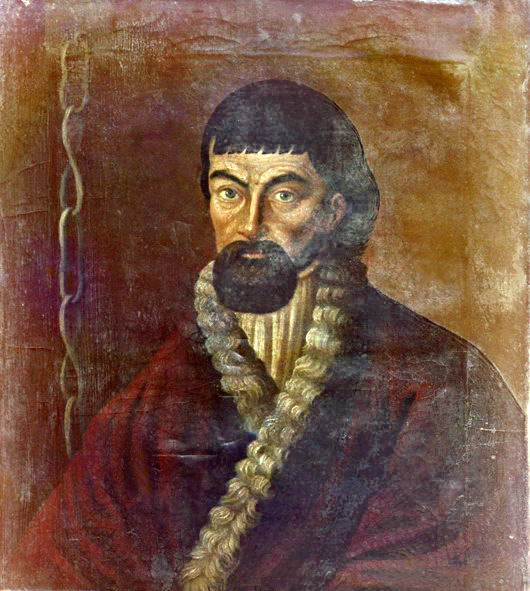
Емельян Пугачёв

В 1764 году в Филаретовом скиту была построена деревянная часовня во имя Николая Чудотворца. С этого времени началась активная публичная деятельность монастыря по окормлению старообрядческой паствы. Миряне активно обращались в обитель за поучениями и разъяснениями Писания, совершением обрядов, монастырь стал местным духовным центром, быстро развиваясь. Молва о святости иргизских отшельников быстро росла.
В 1772 году на Иргизе появился Емельян Пугачёв, искавший поддержки в среде старообрядцев, которых он обещал в дальнейшем жаловать «крестом и бородой». Обещая различные вольности и выступая против властолюбивых никонианских архиереев, Пугачёв получил благословение одного из основателей Средне-Никольского монастыря старца Филарета на царство под именем императора Петра III, взамен пообещав сделать Филарета патриархом. Впрочем, старообрядцы в массе не поддержали самозванца и даже арестовали его и передали властям. После побега из Казани, однако, Пугачёв вновь приезжает на Иргиз к Филарету, и вновь власти получают донос, что бунтовщик скрывается в Филаретовом скиту. Филарет успел переправить Пугачёва через реку и сам скрылся, однако вскоре был задержан в Сызрани, где и просидел под арестом до взятия города армией Пугачёва.

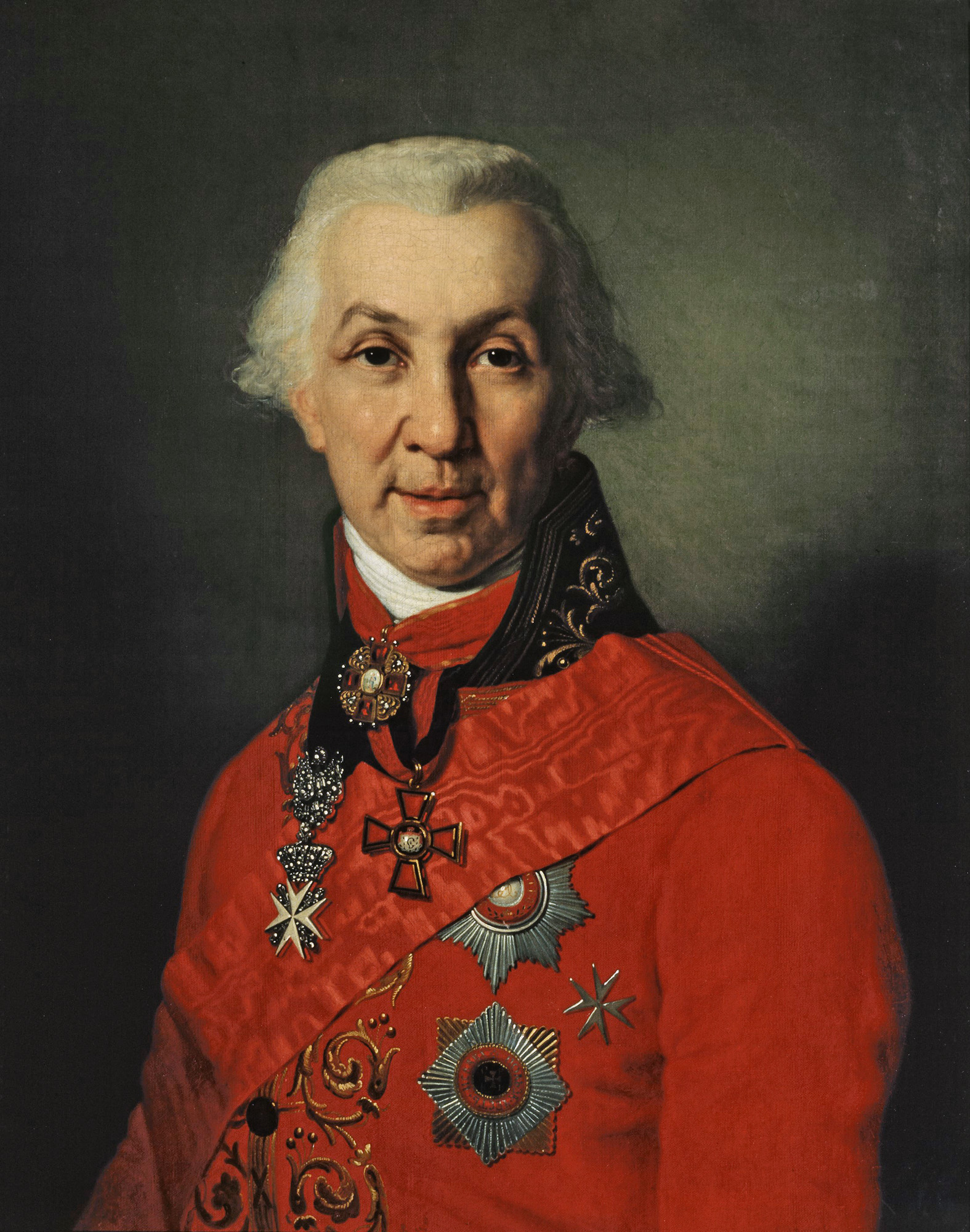
Г. Р. Державин

Правительство не оставило без внимания столь тесную связь иргизских монастырей с мятежниками, приказав казанскому губернатору отправить поисковый отряд в обители. В результате этой экспедиции было задержано 44 беглеца. Гавриил Державин, отправленный для поимки Пугачёва, тоже знал о тесной связи беглого казака и иргизских монастырей и решил изловить бунтовщика в Малыковке, однако Пугачёв на Иргизе больше не показывался. Тогда Державин установил пристальное наблюдение за Пахомием, управлявшим теперь обоими скитами, рассчитывая, что когда Пугачёв объявится в этих краях, он обратится именно к нему. Однако воинская команда, отправленная симбирской канцелярией, арестовала Пахомия и увела из скита. Державин приложил старания к его освобождению, не желая терять тщательно расставленную ловушку, но ему это не удалось. Дальнейшая судьба Пахомия неизвестна, он лишь вкратце упоминается в следственных материалах по Пугачёву, где назван сообщником Филарета — первого наставника Пугачёва.
Державин решил изловить хотя бы старца Филарета, отправив тому с доверенным лицом письмо с намёком на возможность откупиться от преследования. Однако Филарет решил скрыться; под именем Афанасия он бежал к единоверцам в Костромскую губернию, где благополучно прожил оставшиеся годы жизни в одном из скитов.
В дальнейшем, несмотря на явную связь Пугачёва с иргизскими монахами, Екатерина II ограничилась лишь повелением о наблюдении за монастырями, никак не упомянув их в своём манифесте «О преступлениях казака Пугачева» от 19 декабря 1774 года. Более того, в пугачёвском краеведческом музее хранится фелонь — часть облачения священника, которая по легенде был подарена монастырю Екатериной II в знак расположения, причём буквы на ней вышивала императрица лично.

## Расцвет
В 1780 году настоятель соседнего Верхне-Успенского монастыря монах Сергий (Юршев) получил официальное разрешение отправлять богослужение по старым обрядам. С этого момента начинается эпоха расцвета иргизских монастырей. Они быстро стали всероссийским центром старообрядчества, однако Никольский монастырь по своему влиянию занимал среди них замыкающую позицию. Одной из причин этого было длительное противостояние нового настоятеля Пахомиева скита Антония с общеиргизским духовным лидером Сергием по вопросу «перемазывания» беглых попов, в котором победу одержал Сергий, добившийся для своего монастыря привилегии принимать беглых православных священников; позже Верхне-Успенский монастырь стал единственным обладателем этого права в России. Установившаяся на некоторое время монополия Верхне-Успенского монастыря на перемазывание священников привела к тому, что Средне-Никольский монастырь не мог проводить богослужение: в 1783 году в Верхне-Успенском монастыре служило 4 священника, 1 иеромонах, 1 иеродиакон и 1 диакон, в Нижне-Воскресенском 3 священника и ни одного дьякона, а в Средне-Никольском не было ни тех, ни других, да и храм был построен позже, чем в соседних монастырях.
В 1788 году Антоний взамен старой часовни заложил храм во имя Николая Чудотворца. Иноки Филаретова монастыря понимали опасность для их скита от преобразования соседствующего в монастырь, но не имели возможности для самостоятельной постройки и вынуждены были объединиться под руководством Антония. Совместными усилиями в 1790 году церковь была достроена и освящена. Храм был старинной архитектуры, с 19 главами. По названию храма объединённый монастырь и получил своё наименование, а приставка «Средне-» была добавлена, так как все три иргизских мужских монастыря находились по течению реки Большой Иргиз.
Монастырь начал активное строительство и обзаведение хозяйством. Вопреки существующему запрету для старообрядцев на создание каменных церковных строений часть зданий была построена из кирпича. Православные церковные власти Саратовской губернии неоднократно пытались привлечь внимание светских властей к нарушению, но были проигнорированы, обращение Синода в Сенат по этому вопросу тоже осталось без последствий. Вскоре в Средне-Никольском монастыре было 40 келий, территорию с трёх сторон окружала деревянная ограда высотой в пять аршин (около 3,5 м), а со стороны Иргиза располагался палисад, монастырь обзавёлся хутором и пчельником.

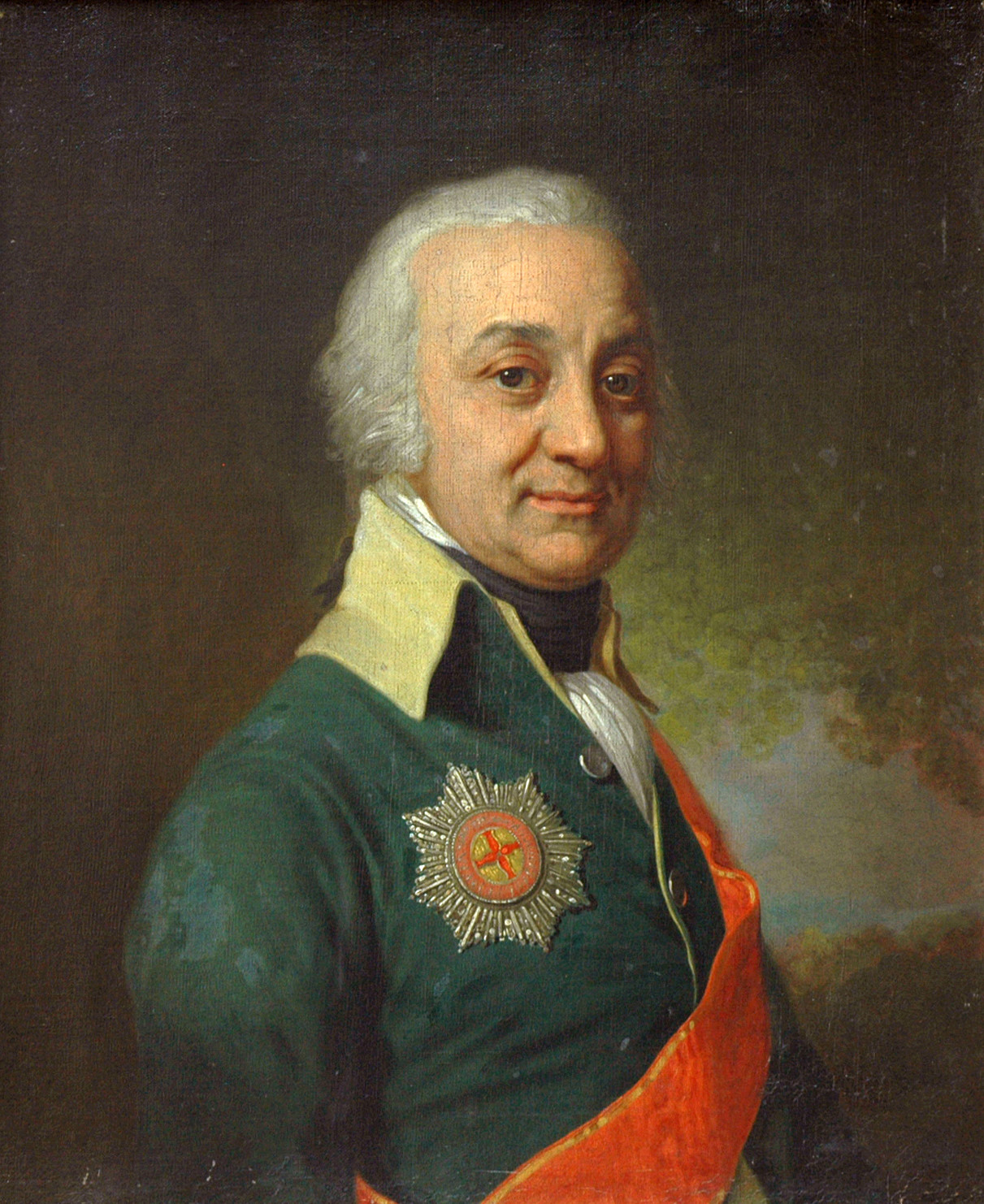
П. Рунич. Портрет работы Боровиковского

В 1797 году новым духовным лидером иргизских монастырей стал настоятель Нижне-Воскресенского монастыря Прохор, пользовавшийся большим уважением в обителях, а также покровительством властей. В начале 1797 года по поручению взошедшего на престол Павла I монастыри с визитом посетил владимирский губернатор Павел Рунич, бывший его доверенным лицом. Рунич остался доволен увиденным и писал Прохору, с которым подружился:

«Мне весьма будет приятно, если вы, как по своему монастырю, так и по прочим монастырям иргизским, настоятелей и братию уверите, что могут они о своих нуждах ко мне относиться, дабы я, будучи об оных известным, нашелся в состоянии показывать вам и им законные мои услуги и пособия…»
Павел I весьма благоволил иргизским монастырям. Он даровал монахам освобождение от рекрутской повинности, официально разрешил строительство новых церквей и келий, фактически легализовав монастыри. Вскоре при межевании Саратовской губернии земли, занятые монастырём и отделенные от крестьянских ещё при межевании 1795 года, были официально оформлены и дарованы ему, что в дальнейшем подтвердил и новый император Александр I, лишь незначительно уменьшив площадь отведённых территорий.
В 1798—1799 годах, настоятель обители Матфей Калмык построил и освятил тёплую церковь во имя Покрова Богородицы.
Соборными постановлениями 1783—1792 годов иргизские монастыри получают фактическую монополию на право приёма беглых православных священников через миропомазание с оставлением в прежнем сане. Теперь беглопоповские старообрядческие общины со всей России для исправления церковных треб принимали только священников, помазанных в иргизских монастырях. Это сильно подняло авторитет монастырей среди старообрядцев. На Иргиз со всей страны съезжались паломники с ценными дарами для своей духовной святыни. В свою очередь монастыри активно рассылали старообрядческих священников по общинам всей страны, и хотя лидером в этом отношении был Нижне-Воскресенский монастырь, но и Средне-Никольский отправлял «исправленных» попов, так в 1818 году из Средне-Никольского монастыря священник был отправлен в Екатеринбург.
Доходы от подобной рассылки «исправленных» священников точно неизвестны, монахи старательно скрывали их от властей, однако известно, что аренда священника на год обходилась старообрядческой общине в 200—500 рублей, а постоянное обзаведение священником стоило от 500 до 2000 рублей. На основании имеющихся свидетельств о численности «исправленных» в монастырях попов Н. С. Соколов оценивает прибыль каждого из иргизских монастырей только от этого вида деятельности в 20 000 рублей ежегодно.

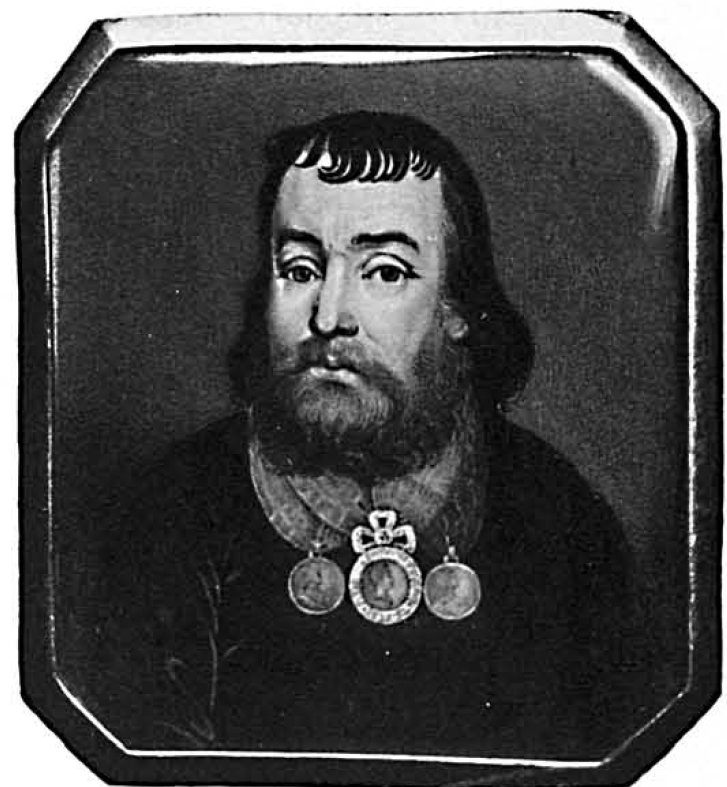
Василий Злобин

Пожертвования монастырю также были серьёзным источником дохода. Жена известного вольского откупщика Василия Злобина Пелагея подарила монастырю осыпанный бриллиантами кокошник, ценою около 40 тысяч рублей. Вольский купец Пётр Сапожников подарил монастырю храмовый образ Николая Чудотворца стоимостью около 10 тысяч рублей, он же поставил над могилой своей матери, инокини Анисьи, бывшей настоятельницей Покровского женского монастыря в 1803—1806 годах и похороненной в Никольском монастыре, великолепный мраморный памятник в форме креста, обошедшийся дороже 30 тысяч рублей. Жена донского атамана графа Платова подарила монастырю 18 полных священнических облачений, сшитых из лучшей заграничной парчи.
Помимо крупных пожертвований было огромное множество более мелких, в сумме, однако, дававших солидные цифры. Пожертвования вносили паломники в качестве как бы косвенной оплаты за приём, за поминание родственников на здравие, запись в синодик для поминовения и тому подобное. Кроме того, монастырь рассылал по всей России сборщиков подаяний, выбранных из числа наиболее честных иноков. Им давалось сопроводительное письмо, разъясняющее цели сбора, обычно указывался какой-нибудь ремонт или украшение храма, и шнуровая книга за подписью настоятеля, куда вносились все собранные пожертвования. Такие подаяния были не только денежными, но и материальными: в столичных городах жертвовали церковную утварь и материи для облачений, в Сибири — железо и медные изделия, на Дону — вино и фрукты, на Урале целые транспорты рыбы всех видов, в Казани — кожу, в Ярославле — полотно. Дарители не оставались без ответного дара в виде иконки, крестика, просфоры — дешёвых, но весьма важных для религиозных людей предметов. Точные цифры таких поступлений скрывались и неизвестны учёным, хотя сохранился факт, что в 1835 году при обыске монаха Никольского монастыря Никанора, возвращавшегося со сборов на Дону, у него было обнаружено до 700 рублей денег, несколько старообрядческих книг и множество домашних вещей — все это было собрано в дар монастырю только им одним.
Если в первые годы иноки не имели почти ничего, то в начале XIX века имущество монастыря, как и соседних обителей, оценивалось более чем в сто тысяч рублей — огромную сумму, ставившую его в один ряд с богатейшими монастырями Синодальной церкви. Поскольку доходы обители были велики, монастырь мог позволить себе и солидные траты: в 1813 году монастырь выкупил у некоего Товарова тысячу десятин земли по левому берегу Малого Иргиза, а в начале 1820-х годов только на приобретение церковной утвари было потрачено более 50 000 рублей. При этом официальные суммы дохода занижались в несколько раз: по поданным властям сведениям годовой бюджет монастыря составлял всего 5000-9000 рублей, хотя только в 1826 году (по неподтверждённым данным) монастырь потратил 12 000 рублей при объявленном доходе в 7000 рублей. Истинные доходы монастыря никому не были известны, кроме настоятеля и казначея, никто из которых не оставил записей для историков.

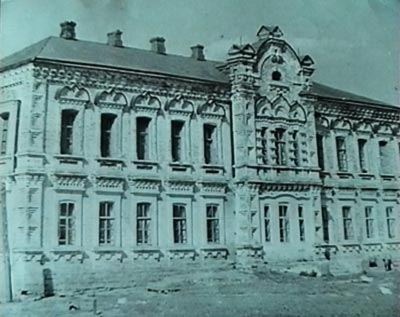
Келейная монастыря, начало XX века

Самыми крупными регулярными статьями расхода для монастыря являлись вино и взятки или, по другим сведениям, взятки и содержание обители. Губернские церковные и гражданские власти, помня о царском покровительстве, практически не вмешивались в монастырские дела, не чиня никаких препятствий старообрядцам, а среди чиновников рангом пониже только ленивый не получал подношений от монастырей, и место вольского исправника считалось самым доходным в губернии:

Раскольники богатством своим развращают чиновников, склоняют их на свою сторону и заставляют их, мздоимством увлеченных, делать то, что противно законам и целям государства.

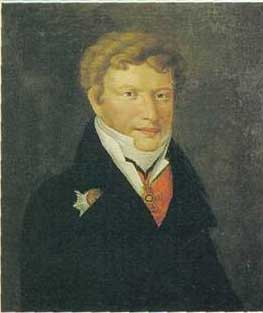
Панчулидзев А. Д.

В 1816 году полностью сгорел Успенский женский монастырь, губернатор Панчулидзев не нашёл препятствий к его восстановлению, и через год монастырь был построен на землях Никольского монастыря, в двух верстах от него.
Иргизские монастыри стали представлять заметную конкуренцию официальной Русской православной церкви. Ряд исследователей сравнивает влияние иргизских монастырей с такими религиозными центрами как Киев или Афон. Герои романа П. И. Мельникова так говорят о монастырях:

«Как по падении благочестия в старом Риме Царьград Вторым Римом стал, так и по падении благочестия во святой Афонской горе второй Афон на Иргизе явился… Поистине царство иноков было… Жили они беспечально и во всем изобильно…»
Число жителей монастыря к 1827 году составляло от 500 до 700 монахов и послушников. В то же время официальные сведения о числе жителей монастыря зачастую были существенно занижены.

## Падение нравов

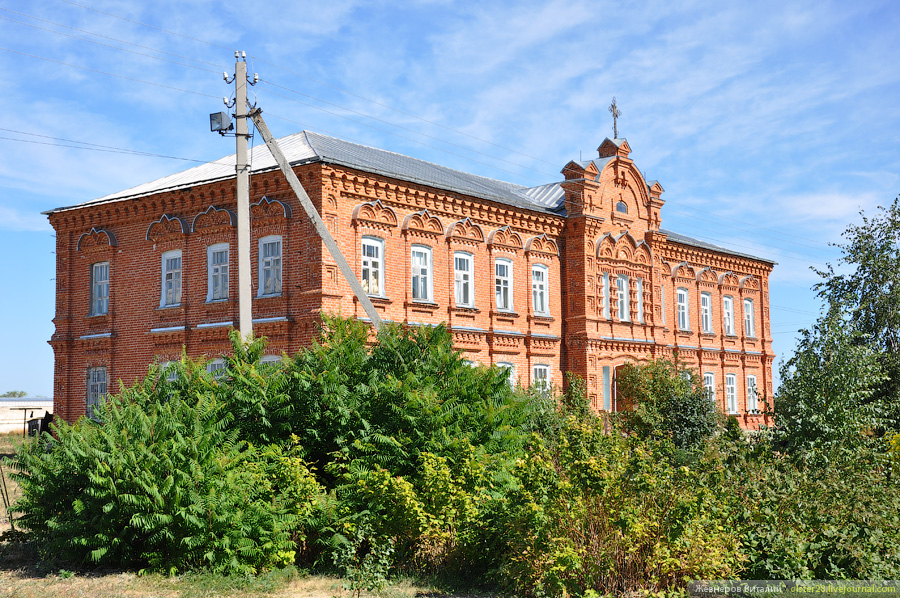
Келейная монастыря, современный вид

Одним из сложных и нерешённых в историографии вопросов является вопрос нравственности обитателей старообрядческого монастыря в поздние годы его существования.
В значительной части источников отмечается, что нахлынувшее богатство изменило жизнь в обители. Если в первые годы после своего возникновения монастырь был центром аскетизма, то позднее монахи в значительной степени отошли от ожидаемой от иноков скромности. Труд в монастыре перестал пользоваться уважением, у многих появились личные хозяйства, а на территории монастыря в праздники и выходные устраивалась ярмарка, на которой продавались в том числе запрещённые для монахов чай, табак, сахар.
Изначально оппозиционное настроение по отношению к официальной Церкви привело к тому, что в обитель, по некоторым источникам, принимались любые беглые православные попы. У них не спрашивали ни документы, ни причины, по которым они впали в немилость. В то же время, многие приходившие в монастырь были лишены сана за неподобающее поведение — за корыстолюбие или пьянство. И от своих привычек они не хотели отказываться и на новом месте. К тому же почти все сбежавшие на Иргиз священники были вдовцами, и, не имея возможности по канонам вступить во второй брак, многие нарушали седьмую заповедь. И хотя священники проживали не в самом монастыре, о подобных нарушениях знали иноки, но крайний дефицит старообрядческих священников вынуждал закрывать глаза на их поведение. Такое попустительство привело к тому, что и монахи монастыря вскоре стали открыто посещать соседние раскольничьи поселения, чтобы свести близкое знакомство с противоположным полом. Один из иргизских старожилов в своих «домашних записках» писал: «За Волгою для кузнецов недоставало углей на ковку цепей, в которые заковывали нетрезвых и буйных иноков и попов, а в кабаках — вина, по причине сластолюбия наших скитников, кои подражая в сластолюбии мусульманам относительно их гаремов, подобно им и свою религиозность соблюдали».
«Пьянство сопровождалось развратом: незаконные связи монахов с монахинями „не поставлялись в зазорную жизнь“; особенно много безобразий творилось летом, во время уборки хлеба, а также на гульбищах по большим праздникам»
Настоятель Средне-Никольского монастыря иеромонах Арсений писал: «Незаконные связи монахов с монахинями и всегдашнее их вместе пребывание не поставляли в зазорную жизнь; всякие праздники монахини и послушницы бывают в мужском монастыре под предлогом богомолья. И позволяют себе ночевать в кельях общих с монахами, а клирошанки — у клиросских и угощались пьянством в непомерной степени, а потом монахи с клиросскими, наоборот, в женском монастыре без всякого зазора и днем и ночью. Многие монахи были женаты и имели своих жен в монастырях».
При этом считается, что среди российских старообрядцев монастырь продолжал пользоваться уважением и оставался религиозной святыней.
Однако уже в конце XIX века отмечалась явная ненейтральность публикаций с подобными фактами, в частности статей Ивана Добротворского, ставших первоосновой для таких утверждений:

«Тенденциозность — их основной недостаток. Предвзятая мысль сквозит на каждой странице, сквозит беззастенчиво, как новая заплата на старой одежде. Автору во чтобы то ни стало хочется доказать, что в расколе — все было дурно, в православии — было хорошо»
И хотя в своём сочинении Н. С. Соколов также приводит сведения о многочисленных случаях пьянства и распутного поведения монахов и монашек, но указывает источником сведений докладную записку епископа Ионна губернатору Переверзеву, притом оставленную без внимания.

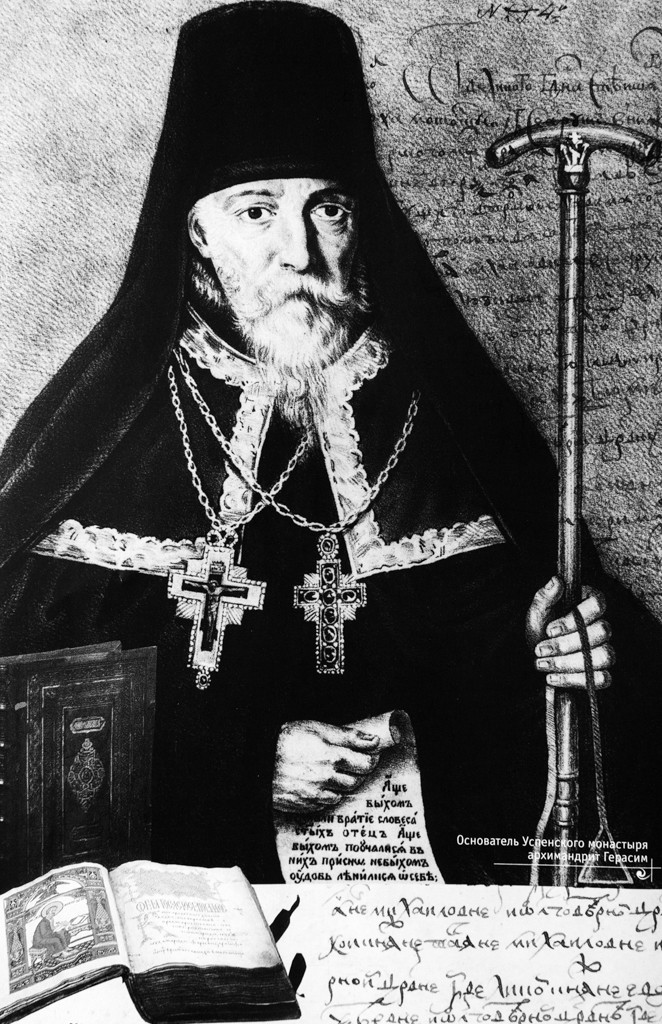
Архимандрит Герасим

Утверждения о том, что старообрядцы принимали в священники любого беглого попа, опровергаются сведениями игумена Высоковского единоверческого скита Герасима, человеком «заслуживающего доверия и сведущего в делах раскола» по мнению митрополита Московского и Коломенского Филарета. Герасим в докладной записке в 1828 году утверждал: «Раскольники тщательно разведывают, не запрещён ли беглец в священнослужении или не лишён ли сана; такового никак для священнодействия у них не приемлют». Н. С. Соколов считает, что подход к оценке пригодности беглеца к перемазыванию зависел преимущественно от личности настоятеля.
Современные исследователи истории иргизских монастырей преимущественно считают сведения о многочисленных прегрешениях монахов преувеличением и частью антираскольничьей пропаганды, отмечая, что сведения об них появляются лишь в поздних источниках XIX века, причём изданных Синодальной церковью, и не подкрепляются архивными документами. Обнаружение при восстановлении Средне-Никольского монастыря нескольких тайных детских захоронений связывают с советским периодом, когда на территории монастыря находилась колония.

## Новые гонения

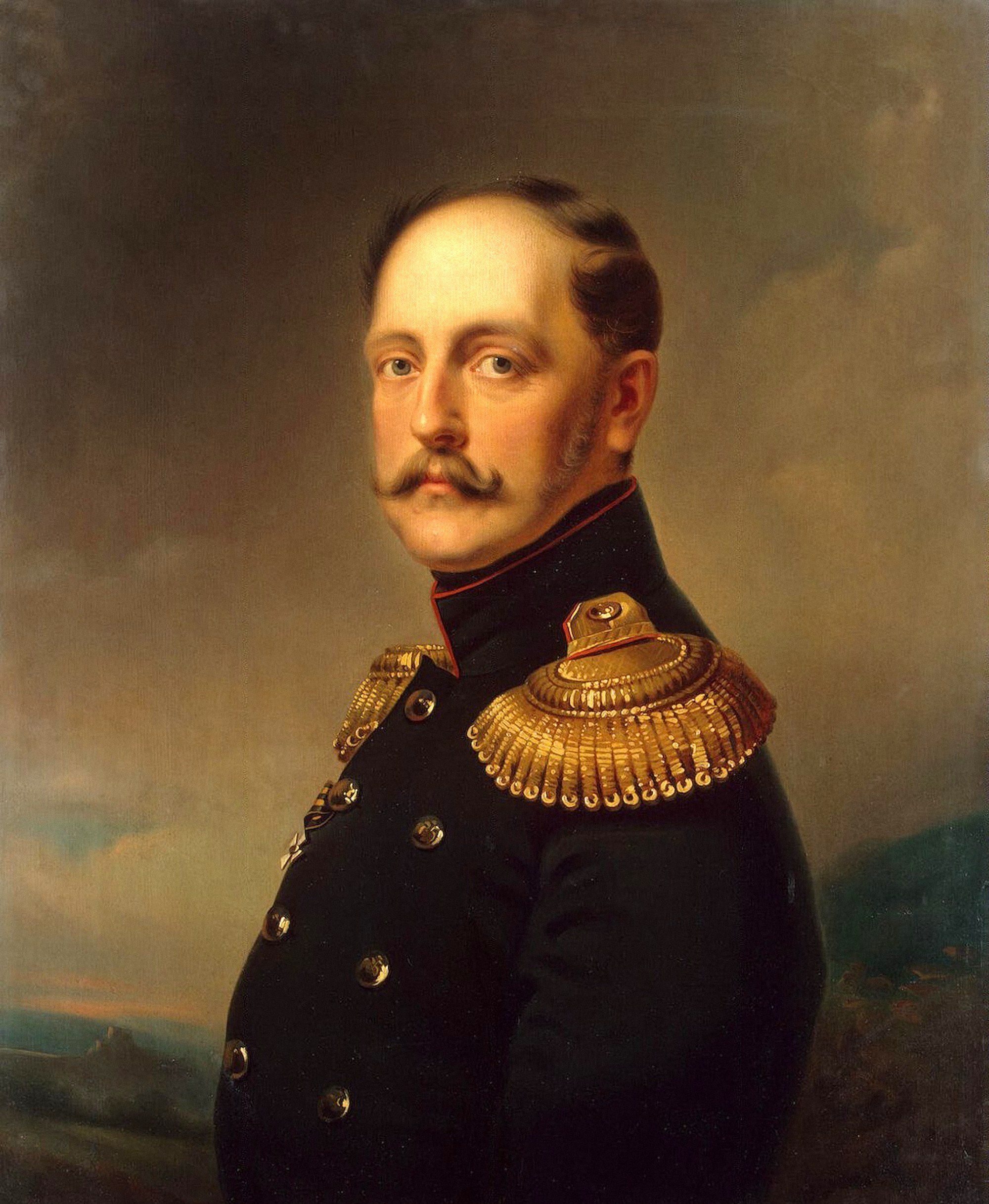
Николай I

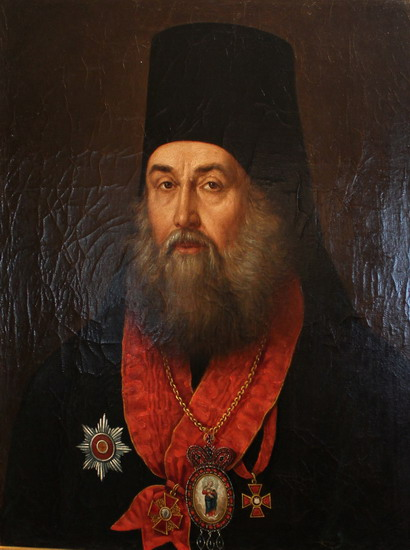
Иреней (Несторович)

За годы правления Александра I государство и деятели церкви несколько раз предпринимали попытки наступления на иргизские монастыри, но все они не были особо настойчивыми и оканчивались неудачей. Периодически по монастырям проводились розыскные мероприятия, выходили новые запреты принимать беглых православных священников. В 1826 году был запрещён колокольный звон. Однако, монастырское руководство игнорировало подобные требования, да и местная власть учитывала огромное число старообрядцев в регионе, в том числе занимавших высокие посты, и не желала ссориться с руководством монастырей; губернаторы Беляков и Панчулидзев не раз приглашали к себе настоятелей для советов и консультаций.
Всё изменилось в 1825—1827 годах, когда на престол взошёл император Николай I, кафедру епархии занял Ириней, а пост губернатора А. Б. Голицын.
Первые годы своего правления Николай I не занимал определённой позиции по отношению к расколу, преимущественно придерживаясь политики своего предшественника Александра I. Новый губернатор в первый свой визит в монастыри тоже не высказал никаких опасных для обителей намерений. И хотя принять монастыри в своё «высокое покровительство» он не пожелал, но и в противоположном направлении ничего не предпринимал. Голицын вступил в переписку с главой епархии Иринеем, запросив мнение того о борьбе с расколом, на что епископ ответил большим письмом, подробно излагавшим его мнение о причинах усиления раскола в крае, а также конкретными предложениями для противодействия ему, сопроводив его жалобами на нарушения законов «гнездилищами разврата раскольничьего», как он именовал иргизские монастыри. Голицын во всём согласился с ним и отправил в министерство внутренних дел проект по борьбе с расколом, который был утверждён 27 июня 1827 года. С этого дня иргизским монастырям одновременно противостояли государственные, губернские и церковные власти, чего не было до сих пор никогда. Это предопределило дальнейшую судьбу монастырей.
По требованию губернатора было составлено статистическое описание Средне-Никольской обители, в котором настоятель сообщил, что в ней имелось 11 священников, 2 церкви, 61 келья. Заподозрив, что монахи скрывают сокровища от властей, пряча их в подземных укрытиях, губернатор отправил исправника с обыском. Однако все поиски, сопровождавшиеся даже вскрытием полов, не дали результатов, ничего крамольного или секретного обнаружить не удалось. Разрешение монахам обителей жаловаться на настоятелей непосредственно губернатору дало определённый результат: вскоре поступили две анонимные записки с обвинениями в адрес настоятеля Тарасия, настоятельницы Успенской обители, казначея и нескольких священников. Губернатор поспешил начать расследование, которое однако кончилось только в мае 1828 года, подтвердив лишь один пункт обвинений в нарушении уложений, да и то церковных, а не гражданских. На этом преследование Средне-Никольского монастыря временно прекратилось.
Тем временем от новой политики властей пострадал Нижне-Воскресенский монастырь, географически ближе расположенный к столице губернии. Длительное противостоянии с губернатором, в ходе которого были также арестованы два инока Средне-Никольского монастыря, окончилось переходом монастыря в единоверие. Старообрядцы срочно собрали в Средне-Никольском монастыре собор, который осудил действия настоятеля и братии Воскресенского монастыря, после чего на несколько лет для старообрядцев наступило спокойствие. В Саратове вновь сменился губернатор, и новый глава губернии Переверзев, как и некоторые его предшественники П. У. Беляков, А. Д. Панчулидзев), не гнушался подношениями от старообрядцев и всячески затягивал выполнение любых предписаний по ним. В нескольких сёлах даже открылись новые моленные. Новые доносы на монастырское руководство остаются без внимания, напротив, доносивший инок Мельхиседек был отдан под суд по коллективной жалобе жителей Среднего монастыря.

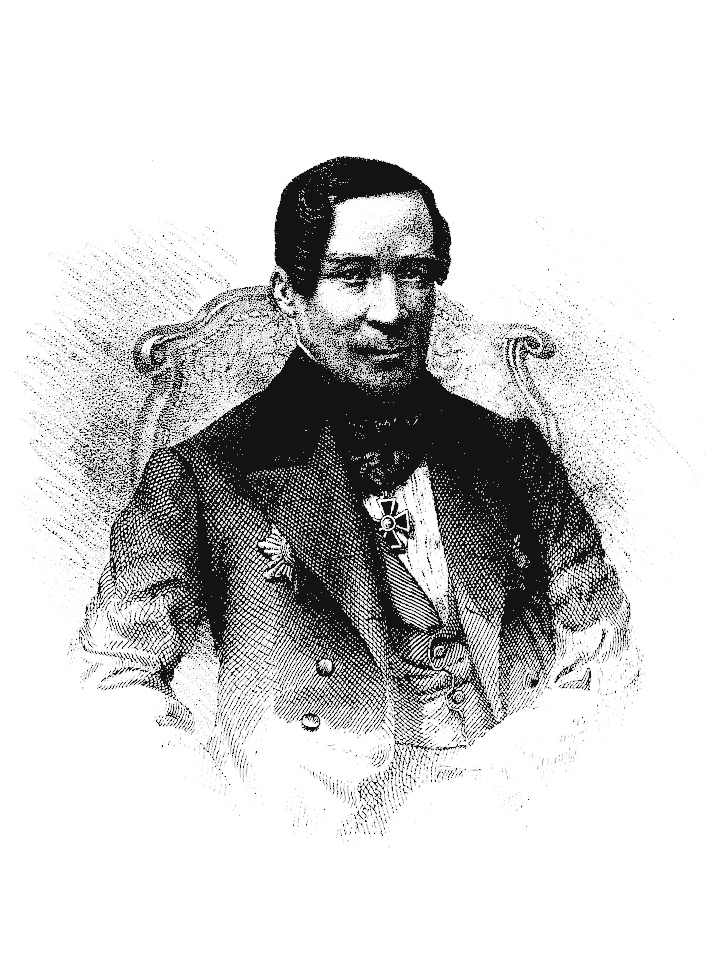
К. Арсеньев — автор идеи обращения монастыря

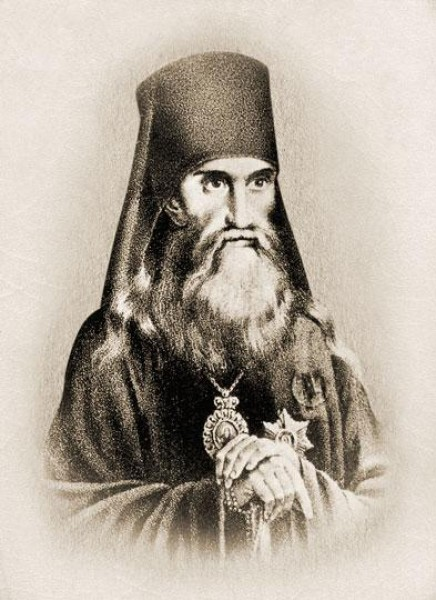
Иаков (Вечерков)

В 1833 году Саратовскую епархию возглавил ярый сторонник борьбы с расколом Иаков (Вечерков), а министерство внутренних дел, не доверяя губернатору, прислало на Иргиз чиновника для особых поручений Арсеньева для выработки плана уничтожения здесь раскола. Предложение Арсеньева включало такие пункты:
- запрет жителям отдавать детей в ученье по местным домам (старообрядцы брали детей в обучение, попутно занимаясь нелегальным миссионерством);
- высылка из монастырей всех иноков и бельцов, не приписанных к ним, по местам постоянного жительства;
- Никольский монастырь обратить в православную церковь, переселив оставшихся иноков в Спасо-Преображенский монастырь.

Иаков докладывал примерно также, что обращение Среднего монастыря в единоверие или православие очень полезно, отмечая, что миряне-раскольники не отзываются с уважением о нынешнем состоянии монастырей, особенно Среднего.
Предчувствие новых гонений заставило действовать и руководство оставшихся монастырей. В губернии распространяются слухи о том, что «в верхнеиргизском монастыре недавно явились мощи бывшего беглого священника, умершего в монашестве Иосифа, указывая тем, что церковь их правая». На настоятеля единоверческого Нижне-Воскресенского монастыря Платона было совершено покушение, при котором он спасся от смерти, хотя по мнению Н. С. Соколова это была лишь попытка ограбления. С 1835 года появились многочисленные «подложные манифесты и особые тетрадки, наполненные хулами на никониан-гонителей». Так в декабре 1837 года в Вольске стараниями местного старообрядческого купечества распространялся подложный «правительственный манифест» о том, что староверам отныне беспрепятственно разрешается строить часовни и храмы, а православной церкви запрещается им препятствовать. Активно велось пострижение в иноки, в 1833 году в монастыре проживало 39 иноков, из которых 16 было пострижено одним только иеромонахом Иларием, во времена Голицына бежавшим с Иргиза, но вернувшимся при ослаблении притеснений.

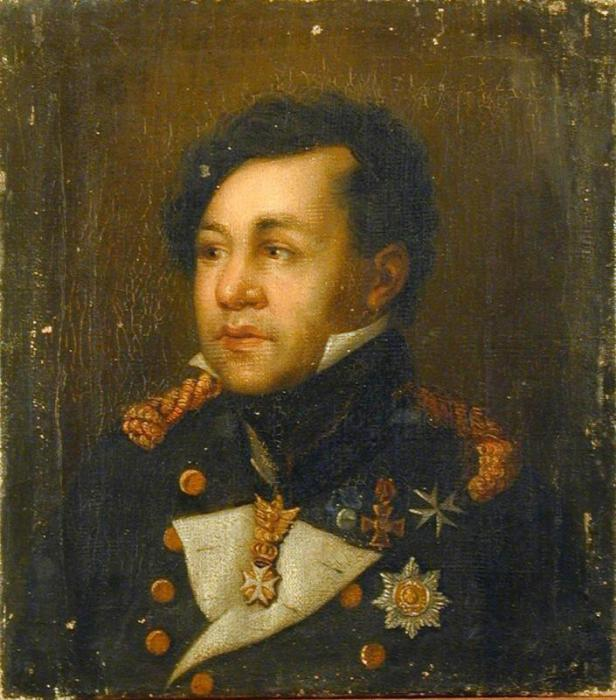
Александр Степанов

Борьба с расколом только лишь со стороны государства и церкви, без поддержки местных властей, не была результативной. Поэтому в конце 1835 года вместо покровительствовавшего старообрядцам Переверзева, на которого постоянно жаловалось руководство Саратовской епархии, на пост губернатора назначили Алексей Петрович Степанов, бывшего офицера, служившего в штабе А. Суворова, в прошлом енисейского губернатора. Его сын оставил историю о том, что при назначении губернатором Степанов пришёл к императору и тот указал на «обилие раскольников в Саратовской губернии и особенно на гнездо их, в иргизских скитах. Отец мой резко отвечал: — Ваше величество, я их приведу к одному знаменателю. Государь улыбнулся и сказал: „Без сильных мер. Надо действовать осторожно и не раздражать“».
В Министерстве внутренних дел Степанову пояснили, что иргизские скиты — священное место, своего рода Мекка для всех приволжских раскольников. Предлагалось применить разумные, не насильственные, но мягкие меры для перевода монастырей в православную или единоверческую церкви.
В начале 1836 года Степанов посетил оба Средних монастыря — и мужской, и женский, где предложил их жителям принять единоверие, но получил отказ. Тогда для уменьшения численности монастырских жителей он велел выслать из монастырей всех, кто проживал по просроченным паспортам, и, получив очередной отказ, в июне выслал таких насильно. Он же составил проект, по которому Средне-Никольский монастырь предполагалось перевести в единоверие, а всех, не принявших его, полагалось перевести в Верхне-Спасо-Преображенский монастырь. Женщин из Средне-Успенского монастыря следовало перевести в Верхне-Покровский монастырь, а их прежнюю обитель закрыть вовсе. Министру внутренних дел Степанов доложил, что Средне-Никольский монастырь может быть преобразован в единоверческий без всякого со стороны раскольников противодействия, после чего в конце 1836 года вышел императорский указ о обращении Средне-Никольского монастыря в единоверие с сохранением всех его земель и определением числа монашествующих в 25 человек, которые согласятся на единоверие.

## Переход в единоверие
14 января 1837 года распоряжение дошло до Степанова, и он приступил к действиям. Дальнейшие события описаны в массе источников.
6 февраля в монастырь выехала делегация в составе будущего настоятеля единоверческого монастыря архимандрита Зосимы, прибывшего из единоверческого монастыря Костромской епархии, саратовского благочинного Г. Чернышевского и пристава Константиновского. Чернышевский, отец знаменитого писателя, оставил после себя подробные воспоминания, во многом ставшие источником сведений о происходившем. Их сопровождала будущая братия монастыря, десяток солдат при двух унтер-офицерах и николаевский городничий Дмитриев.
8 февраля делегация достигла монастыря и объявила инокам и быстро собравшейся толпе императорскую волю, на что получила ответ, что народ «не допустит отдать церковь для Единоверия, хоть бы стоило им даже пролития крови». И хотя настоятель Корнилий передал ключи от главного храма в руки Зосимы, но толпа не допустила последнего к церкви. Опасаясь насилия, делегация была вынуждена вернуться в Николаевск.
На следующий день к монастырю выдвинулся более значительный отряд: уже 25 солдат с унтер-офицерами и более двухсот так называемых «понятых» — православных окрестных жителей, спешно собранных на подмогу. Однако и староверы собирали силы, у монастыря было уже около 500 человек, которые хоть и отперли по требованию монастырские ворота, но к церкви никого не допустили, открыто отказываясь исполнить императорское повеление.
Переговоры, в том числе с привлечением чиновников удельной конторы, к ведению которой относилось большинство крестьян из толпы, оказались безуспешными, конфликт затягивался. Были посланы донесения губернатору и архиерею. Последующие несколько дней духовные лица делегации бездействовали, а светские ещё несколько раз с угрозами безрезультатно наведались в монастырь, после чего окружили его понятыми, установив блокаду и арестовывая выходящих за стены обители. К бывшим уже 200 понятым прибавилось ещё 400, которые для защиты от холода развели костры, используя вместо дров разные монастырские постройки и монастырские же запасы сена и соломы. Дополнительная подмога от губернатора в виде советника Зевакина и исправника Микулина, прибывшая 16 числа, не изменила ситуацию. Приятель епископа Иакова, жандармский подполковник Быков, 20 февраля прибыл по его просьбе к обители, где всё осмотрел и сделал вывод, которым поделился и с губернатором, встреченным на обратной дороге, что добровольно раскольники монастырь не оставят, но если их вывести из него силой, то противиться далее не будут, а также что большая часть из собравшихся в монастыре — старики, не имеющие никакого оружия:

…в существе все имеют готовность к послушанию, но ожидают наружного принуждения, чтобы как будто через него, а не добровольно последовала сдача монастыря.
21 февраля, не дождавшись согласия старообрядцев, Степанов прибыл в монастырь. Желая как можно скорее разрешить вопрос, он велел понятым, которых было собрано уже 800 человек, войти в монастырь и силой вытаскивать раскольников за ограду. Однако, встретив сопротивление, понятые попросту принялись избивать защитников обители.
Мордовцев писал: «Началась свалка. Не было выведено и половины „бунтовщиков“, как темнота превратила свалку в какую-то рукопашную битву. Понятые смешались с раскольниками и, не распознавая друг друга, схватывались со своими же. Из монастыря вытаскивали тех, которые сами были согнаны, чтобы вытаскивать других. Шум и отчаянные голоса избиваемых были слышны в Николаевске и всполошили все городское население».
На призывный набат из монастыря откликнулись старообрядцы из Николаевска, которые бросились на помощь «с ружьями, пистолетами, копьями, кистенями и дубинами». Все уже задержанные старообрядцы были отбиты толпой. Губернатору пришлось отступить, возвратиться в Саратов и начать подготовку к новому штурму. И хотя в ходе столкновения никто не погиб, но с обеих сторон было множество до крови избитых.
Степанов на заседании губернского правления представил произошедшее как бунт и ослушание против высочайшей воли и добился разрешения на использование войск для подавления бунтовщиков, хотя в докладной в министерство внутренних дел писал, что «в то время как таскали из монастыря, ни один не тронул понятого: все они стали на колена в несколько колец кругом храма, сцепились руками и ногами и таким образом с трудом поддавались посторонней силе». Был собран отряд, в который входило 200 рядовых Саратовского внутреннего гарнизонного батальона, 40 казаков 3-го казачьего полка Астраханского казачьего войска, конно-артиллерийская резервная батарея из Хвалынска, половина саратовской пожарной команды с 4 трубами, а также 2000 понятых из числа окрестных православных жителей.
Руководство монастыря тоже не бездействовало. 25 февраля настоятель Корнилий отправил прошение шефу жандармов А. Х. Бенкендорфу, в котором описывал происходящее и просил защиты перед императором. Кроме того, было отправлено письмо графу В. Кочубею с прошением заступничества и описанием осады, несколько отличающимся от рассказа Чернышевского:

Окрестные старообрядцы собрались в… большом количестве и удерживали все усилия духовных и гражданских чиновников падением пред ними на колена, и слезно-убедительными прошениями оставить монастырь сей в прежнем, Высочайше дарованном ему существовании… Но означенные чиновники огласили сих старообрядцев бунтовщиками, постановили вокруг монастыря многочисленные караулы и никого в него не допускают, а находящимся в оном брать воду не допускают, дабы принудить к исполнению требования оных голодом.
9 марта губернатор получил строжайший выговор от министра внутренних дел Блудова, где отмечалось, что никакой спешки в присоединении не было, губернатор знал о нём заранее и должен был приготовиться, кроме того, именно он ввёл в заблуждение министерство, доложив, что обращение совершится тихо и спокойно. Последовало указание немедленно покончить с «происшествием». Николай I на докладе министра оставил резолюцию: «Губернатор дурно сделал… ныне нечего другого делать как строго подтвердить принять меры предосторожности, чтобы бунт далее не распространялся, и для этого вытребовать, ежели нужно, часть квартирующих войск для решительного действия». Все возможные нежелательные последствия возлагались лично на губернатора. Степанов ответил письмом, в котором вину за произошедшее возлагал на крестьян близлежащих монастырю сёл и отправленную делегацию во главе с Зосимой, которая пыталась занять монастырь малым отрядом в 10 человек солдат инвалидной команды, а затем затеяла «курьёзную осаду».
12 марта губернатор прибыл в Николаевск, где уже собрались все отряды, определённые для участия в операции.
По рассказу Чернышевского: «13-го марта г. губернатор отправил в сказанный монастырь всеми вышеозначенными командами и собранными из ближайших сел обывателями. Там, приказав лить из пожарных труб водою на бунтующих, усмирил их без кровопролития, велев всех их связать и отправить в г. Николаев под стражу, монастырь в два часа времени совершенно очищен от собравшейся туда раскольнической буйной сволочи». Такой же версии придерживаются и Н. И. Попов, и Ю. Рыков, анализировавший «Повесть о разорении Иргизского Средне-Никольского монастыря в 1837 г.».
Однако П. А. Степанов описывает события иначе: «Привели к монастырю николаевскую гарнизонную команду; приказано толпе разойтись, с угрозою, что разгонят силою. В ответ на это раскольники сцепились, переплелись тесно руками, облегли огромною цепью монастырь и поклялись, что пока живы, монастыря не отдадут. Растащить их не было возможности; казаки пытались разогнать их нагайкам, но терпеливо переносили они удары и оставались в прежнем положении. Тогда губернатор приказал привезти два конно-артиллерийских орудия и между ними поставить две пожарные трубы. С начатием пальбы холостыми зарядами, стали качать трубы; мороз был сильный, вода, превращаясь в крупный град, осыпала раскольников; те, перепуганные пальбою и падающим кругом их чем-то, что, вероятно, приняли за картечь, — разорвались и побежали; казаки отогнали их далеко в степь… Таким образом, хотя не без труда, но без кровопролития дело было исполнено». О пальбе упоминают и старообрядческие источники
Этой же версии придерживается и Н. Соколов, добавляя: «Так, как иначе непонятно, из-за чего же разбежался народ? Холодным душем едва ли можно было испугать людей, приготовившихся к смерти». Он же, ссылаясь на описание николаевского благочинного протоиерея И. Элпидинского, описывает монастырь после штурма: 

Подъезжая к воротам монастыря, увидели множество народа обоего пола, лежащего связанными. Въехав внутрь оного, увидели по всему двору текущую воду и множество крови… У холодной церкви г. губернатор верхом встретил нас таковым приветствием: «Ну гг. отцы, извольте подбирать, что видите». Засим в тёплой, то есть зимней церкви, по сбитии замков, освящена вода и все оной окроплено, и паки благодарен губернатор. Между тем, пока был отслужен молебен, воинство и понятые разбойнически, в присутствии губернатора, грабили имущество монастырское. Окна, двери, полы, погреба, подвалы, кладовые, сундуки, шкафы, — словом, все как бы от ужасного землетрясения разрушалось. Всего имущества, кроме находящегося в церквах, в ризнице, при всей нашей тщательной заботливости, не собрано по всему монастырю более, как на 300 рублей. Хлеб, кроме трех амбаров, которые остались не разломанными, рыба, масло, овощи, одежда, плуги, сани, колеса, телеги и всякая домашняя рухлядь — все как бы огнём пожжено. Словом, монастырь сей оставлен в жалком положении, по соизволению господина губернатора.
Рапорт протоиерея Чернышевского епископу Иакову подтверждает это: «По личному моему осмотру найдено, что внутри оных келий мало что оставлено в целости: сундуки и шкафы разбиты, киоты с иконами изломаны; кладовые, принадлежащие вообще монастырю и частью монашествующим, разорены, и все то, что в оных получше и что можно было похитить, похищено, а все оставшееся или разбито, или рассыпано; из выходов, погребов и амбаров почти все растаскано, даже полы в некоторых кельях взломаны; словом, монастырь кроме уцелевших от сего церквей и ризницы, потерпел значительное разорение».
Иноки монастыря в своем последующем прошении от 14 мая жаловались, что исполнители высочайшей воли «приказали пехотным солдатам бить народ ружейными прикладами, а конным — мять лошадьми; при сем действии изломано было ружейных лож до несколько десятков… вопль, плач, убийственные кровавые раны между безоружными старообрядцами, в особенности же между женским полом и малолетними детьми, того описать невозможно».
Монастырь был захвачен, 1049 человек (432 мужчины и 617 женщин) было арестовано. Архимандрит Зосима окропил обе церкви святой водой. Его донесение обер-прокурору Синода отличалось от прочих: «…в 12 часов утра… успел по монастырю привести все в благоустроенный порядок, без всякого не только кровопролития, но даже и малейшего против неблагоразумных ожесточения… Засим церкви и имущество монастырское мною приняты».
Задержанные женщины были распущены по домам, а мужчины доставлены в Николаевскую тюрьму, где 160 «хворых, слабых и утомлённых» (по мнению Соколова под этим подразумевалось «избитых», так как никаких укреплений защитники монастыря не строили и утомиться им было негде) после медицинского осмотра также были отпущены. Кроме того, в домах некоторых из понятых проводились обыски, причём не безрезультатные: только в доме некоего Зайчинова была изъята кожаная сумка с 1211 рублями.
После подобных боевых действий, монахини Успенской обители, одновременно ликвидируемой, без сопротивления отправились в Покровский монастырь.

## Последствия

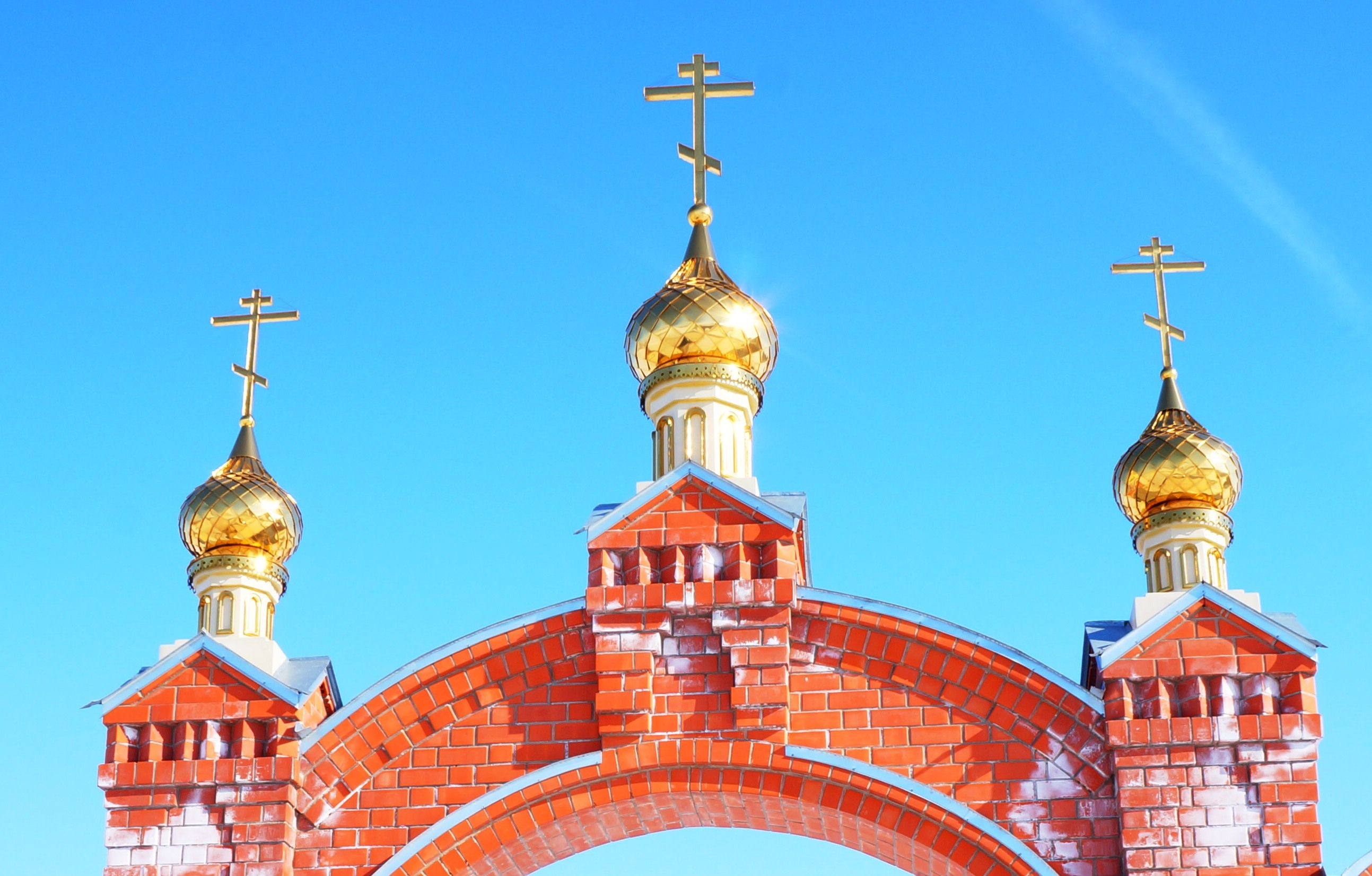
Свято-Никольский монастырь

Противостояние властей и монастырской братии с применением воинской силы стало первым в России со времён Соловецкого бунта в 1676 году. Событие привлекло внимание на самом высоком уровне сразу после того, как 13 марта саратовский жандармский штаб-офицер доложил о произошедшем. К тому же в губернии начался «со стороны раскольников большой бунт», впрочем быстро завершившийся. Степанов был незамедлительно отправлен в отставку. О его действиях наследник престола Александр так писал императору:

Теперь уже нечего делать, но мне кажется, что с этим Иргизским монастырем очень неосторожно поступили благодаря глупости бывшего губернатора Степанова, но и наше духовное начальство тут также не весьма благоразумно действовало. Здешний архиерей на этот счет совершенно фанатик, а одним фанатизмом не возьмешь, я с ним об этом говорил, а он мне отвечал, что не только не рано приступил к переименованию Никольского монастыря в Единоверческий, а напротив того, по его мнению, надобно было уже прежде это исполнить силой, это выйдет открытое гонение, а известно, какие следствия бывают от гонения за веру, уже они и теперь начинают считать себя мучениками за православие. Вновь назначенный в Никольский монастырь игуменом единоверческий архимандрит Зосим, человек хитрый, но не чистый, он начал с того, что овладел всем монастырским добром и т. п. Вообще здешнее духовенство наше к несчастию не славится своей нравственностью.
Добротворский писал: «Обращение иргизских раскольнических монастырей к единоверию было весьма благодетельно не только для саратовской губернии, но и для всей России. Ни упорные раскольники, ни дерзкие преступники законов и вредные члены государства и общества, теперь уже не скрывают своих преступлений в иргизских монастырях под личиною старой веры», примерно в том же восторженном духе писал и А. Ф. Леопольдов в своей рукописи «О раскольничьих сектах Саратовской губернии». Миссионерская деятельность епископа Иакова среди старообрядцев была наиболее успешной именно в 1837 году — были обращены 1957 человек, что некоторые исследователи ассоциируют именно с жестоким обращением Николького монастыря.
По итогам следствия о сопротивлении высочайшей воле 11 человек следовало наказать кнутом и сослать на каторжные работы, 326 человек, включая бывшего настоятеля Корнилия, следовало наказать плетьми и сослать на поселение, 16 человек по старости лет должны были быть сосланы в Сибирь без телесного наказания и 50 человек было оправдано. Однако благодаря новому губернатору приговор был смягчён: телесные наказания были отменены для всех, чтобы не делать казнимых мучениками и страдальцами за веру, 7 человек должно было попасть в арестантские роты и 18 сослано в Заказвказье. В действительности в арестантские роты попал всего один участник бунта, 18 человек вместе с Корнилием отправлено в Закавказье, а ещё 6 по старости лет были поселены в православных монастырях.
Г. Чернышевский, под контролем которого часть иноков, не пожелавших перейти в единоверие, должна была быть отправлена в Закавказье, отмечал, что туда переселилось лишь 12 человек, в Спасо-Преображенский монастырь переселилось лишь 8 иноков, в то время как прочие разошлись по окрестностям, активно проповедуя староверие. Участь монахов вызывала сочувствие со стороны населения, «их считали мучениками за веру, имели с ними сношение и благоговели перед ними». Как результат, в том же 1837 году происходит резкий рост числа старообрядцев в губернии: в Саратове на 613 человек, в Вольске на 324, в Камышине на 23, против прежних 24, в Царицыне на 36, то есть практически вдвое. Всего же даже по официальным данным за несколько лет с 1833 по 1839 год число старообрядцев поповского толка, к которым относились насельники монастыря, в Саратове возросло с 1612 до 3183 человек, в Вольске с 4680 до 5123, Камышине с 1 до 261, Царицыне с 28 до 46. Из числа монашествующих со всех пяти старообрядческих монастырей в единоверие перешло не более 20 человек. Таким образом правительство не только не перебороло старообрядчество, но, напротив, способствовало его распространению по региону.

## Единоверие

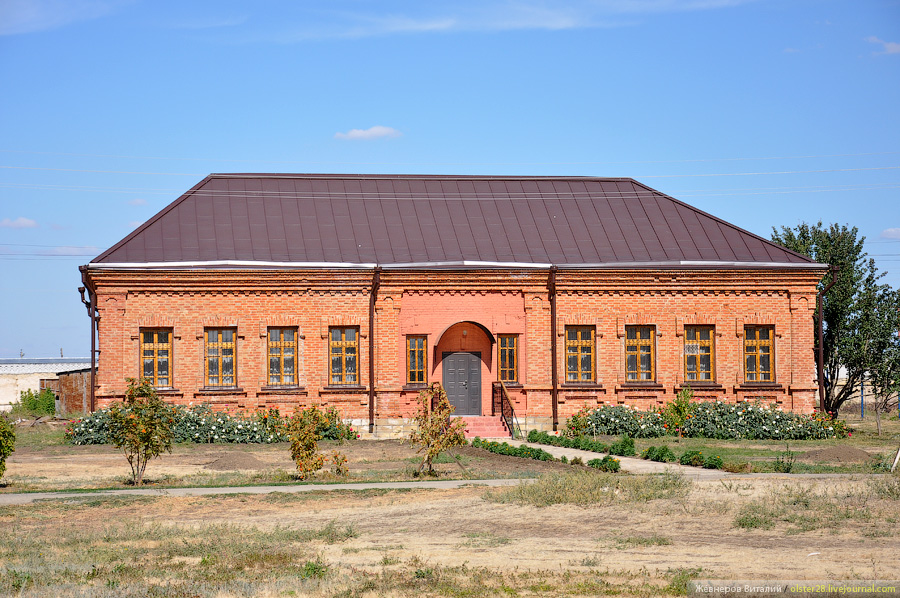
Одно из сохранившихся монастырских зданий

Указом Саратовской духовной консистории монастырь был определён как единоверческий мужской общежительный третьего класса.
В самом монастыре мало что изменилось. Различия в богослужебной практике были довольно незначительными, и в монастыре сохранялись традиции старообрядческого монастыря.
28 августа 1837 года в монастыре случился пожар: средь бела дня вспыхнул сарай, и пламя ветром разнесло по округе. В огне было уничтожено 23 кельи и различных запасов на 21 145 рублей. Епископ Иаков, по словам настоятеля Зосимы, подозревал поджог со стороны раскольников, однако следствие виновных не нашло. Уже через месяц, 29 сентября, вспыхнул новый пожар, который, на этот раз был пресечён в самом начале, причём был пойман поджигатель: сын беглого священника Иван Петров, живший в монастыре. Он был приговорён к 10 ударам плетьми и ссылке в Сибирь. Вообще участь единоверческого монастыря в условиях старообрядческого окружения была незавидной. В отличие от Нижне-Воскресенского монастыря, который поддерживался руководством епархии в качестве миссионерского форпоста, Средне-Никольский монастырь быстро пришёл в упадок.
9 октября 1839 года саратовский губернатор Бибиков в ходе работы противораскольничьего комитета предложил преобразовать Средне-Никольский единоверческий мужской монастырь в единоверческий же женский, чтобы противопоставить его старообрядческой женской Покровской обители. Однако в то время его проект не был принят.
В 1843 году, спустя 2 года после ликвидации последнего мужского старообрядческого монастыря, вследствие нехватки оставшихся монахов Средне-Никольский мужской монастырь переименовали в женский и перевели в него принявших единоверие насельниц упразднённой Покровской обители, а также монахинь из Максаковского единоверческого монастыря Черниговской губернии. В первые годы после преобразования монастыря в нём проживала 41 насельница: игуменья-настоятельница, 7 манатейных монахинь, 10 указных послушниц и 23 человека в качества послушниц.
Первой настоятельницей была игуменья Ефросинья (Е. Ерёмина), бывшая до этого монахиней Максаковского монастыря. Она возглавляла обитель с августа 1843 по сентябрь 1862 года. Её сменила игуменья Асенфая (А. Т. Кудинова). С 1867 года по август 1872 года монастырь возглавляла манатейная монахиня Капитолина (К. Пантелеймонова). В дальнейшем обителью руководили игуменья Маргарита (М. А. Тихонова) (июль 1870 — сентябрь 1873), игуменья Серафима (Н. М. Саблина) (июль 1890 — октябрь 1910), игуменья Августа (П. И. Афанасьева) с 1910 по 1917 год.
C 1 января 1851 года монастырь относился к созданной Самарской епархии.
В 1891 году в монастыре открыли училище, в котором обучались дети и из окрестных сёл. В 1893 году в нём обучались 12 девочек, находившихся на полном содержании.
В 1914 году в монастыре было 98 обитательниц: монахини, послушницы. При монастыре служили два священника и диакон.

## Управление монастырём

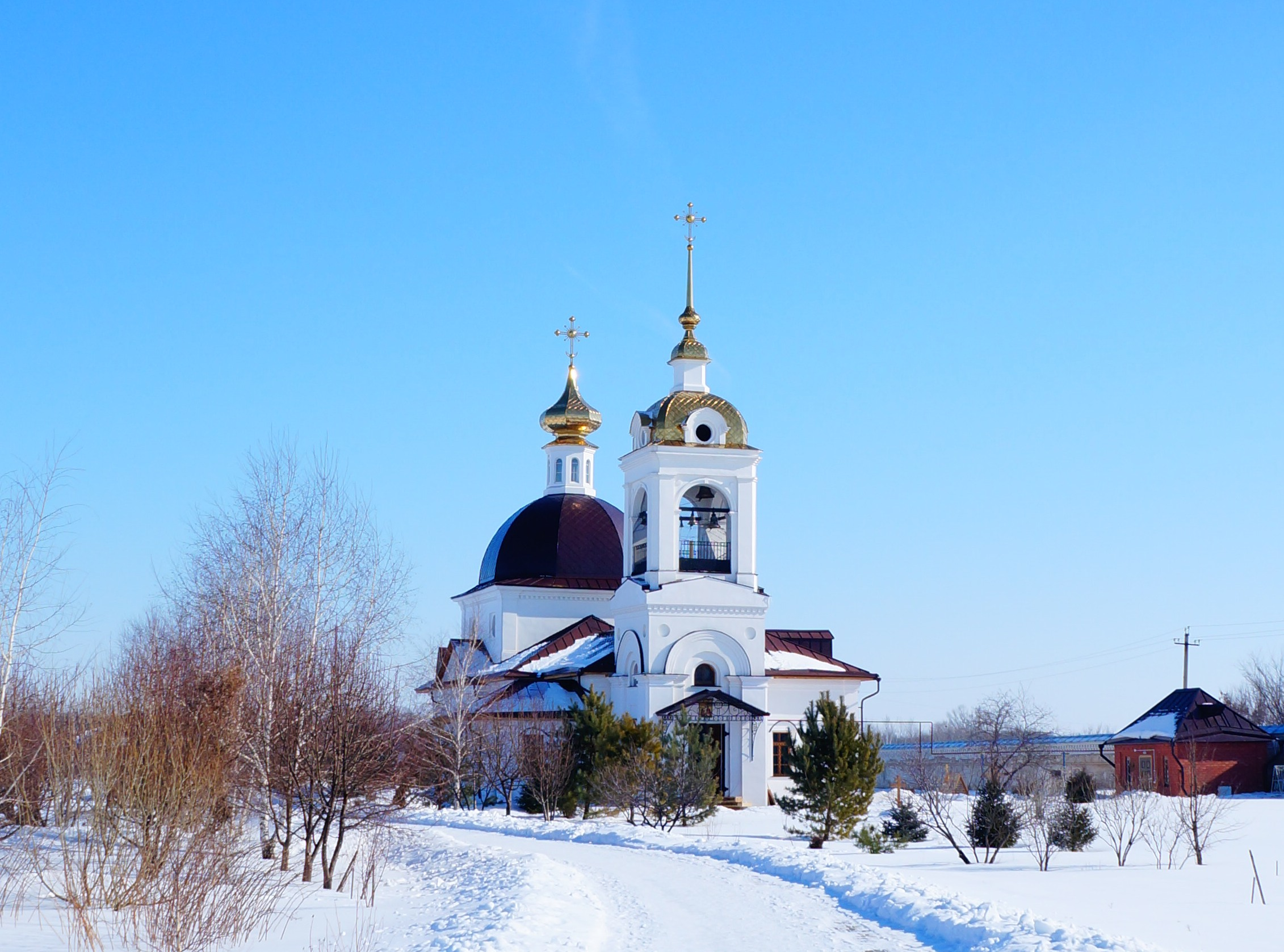
Свято-Никольский монастырь

Каких-либо документов, уточняющих порядок управления старообрядческим монастырём, пока не обнаружено, да и вообще никаких документальных свидетельств, предшествующих доединоверческой эпохе в монастыре, не было обнаружено уже в 1880-х года Соколовым, при написании им своего исследования.
Традиционно считается, что монастырь был общежительным, то есть всё монастырское имущество было общим и никто, даже настоятель, не имел ничего своего. Однако с начала XIX века у иноков появляется и частная собственность, братии перестали выделяться содержание и одежда от монастыря, по строгому уставу жили только престарелые бедняки и трудники обители.
Во главе монастыря стоял настоятель, часто выбираемый не только монастырской братией, но и всем монастырским сообществом, крестьянами окрестных сёл, а также с активным участием вольских и хвалынских купцов, довольно часто вмешивавшихся в жизнь обители. В гражданском отношении настоятели приравнивались к сельским старостам с их правами и обязанностями. Насельники монастыря считались удельными крестьянами и платили соответствующие подати.

## Имущество монастыря

### Статистическое описание 1827 года

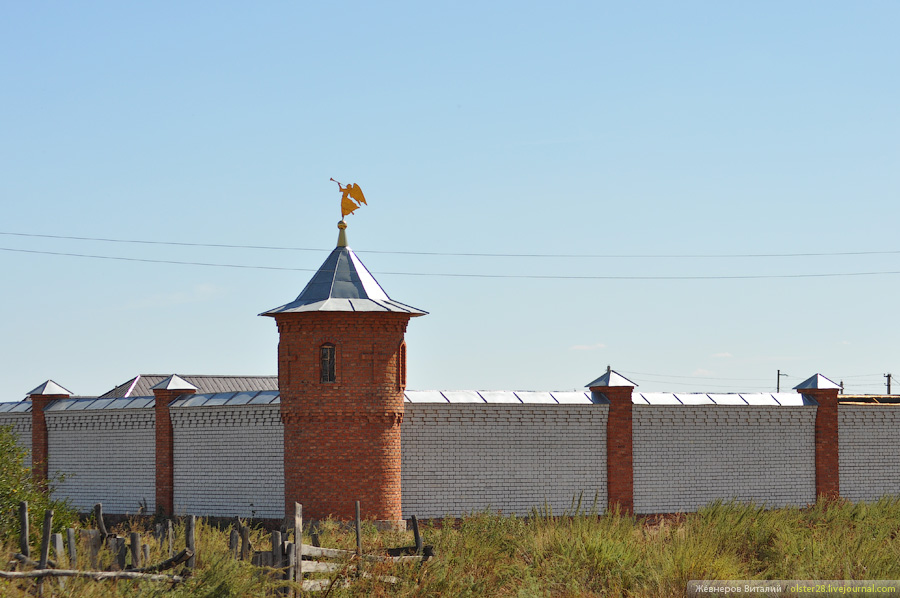
Современная монастырская ограда с сохранившейся башней

По требованию губернских властей в 1827 году было составлено статистическое описание монастыря, сохранившее для истории его облик и характеристику хозяйственной деятельности.
Территория монастыря окружностью в 486 сажен, обнесена деревянною оградою с четырьмя воротами. В монастыре было два храма. Первым в 1790 году был освящён деревянный холодный храм во Николая Чудотворца с девятнадцатью крестами. В 1798—1799 годах была построена тёплая деревянная церковь во имя Покрова Божьей Матери. Храм был небольшой, всего 5 саженей в длину и 4 в ширину. Обе церкви были крыты железом, внутри оштукатурены, а снаружи окрашены разной краской. У Никольской церкви имелась колокольня с одиннадцатью колоколами. В храмах было множество образов и различной церковной утвари. На престолах были серебряные ковчеги, густо вызолоченные; сосуды, евангелия, кресты и ризы на образах серебряные, украшенные камнями и позолотой, имелись богатые ризы для священников и дьяконов, всего имущества примерно на 50 тысяч рублей.
Рядом с Никольским храмом была расположена могила инокини схимницы Анисьи Сапожниковой, над которой находился «богато убранный из чистого мрамора на четырёх колоннах, с позолоченным куполом, памятник, вокруг с толстою чугунную решеткою, стоящий, по словам бывшего настоятеля Сергия и прочих монахов, тридцать тысяч рублей».
В монастыре было 58 деревянных келий, крытых тесом и драньем, одна братская, келарня и пекарня. Имелась деревянная кладовая, в которой хранились ризы, сосуды, евангелия и около 250 книг. Также в монастыре имелось два хлебных амбара, три сарая, две конюшни и один колодец. Невдалеке за монастырской оградой располагался созданный в 1793 году хутор, на территории которого было две кельи, находившиеся под одной крышей из дранья, и четыре сарая, крытые соломой. На удалении в одну версту от монастыря находился пчельник, с одной кельей, омшаником и шестьюдесятью ульями пчёл. Имелась также кирпичная кузница с одним горном и одна мельница. Крупнорогатого скота имелось 20 волов, 17 дойных коров, подтёлков и прочих — 50 голов. Имелись лошади в количестве 3 маток, одного жеребца, 7 жеребят и 20 ездовых, но скотоводство в монастыре было не в почёте, считалось что дохода из-за дороговизны сена оно приносить не будет.
По генеральному межеванию 1801 года Средне-Никольский монастырь получил в вечное владение 1 653 десятины земли). Из них было 410 десятин 1668 сажен пашни, 166 десятин 1660 сажен сенокоса, 437 десятин 61 сажень леса, 265 десятин степи, 7 десятин 534 сажени солонцов, считающихся «удобной землей». Территория монастыря и хутора занимала ещё 5 десятин 1100 сажен. Большой Иргиз, озёра и овраги занимали 119 десятин 100 сажен, просёлочная дорога — 7 десятин 300 сажен, «неудобных» солонцов 14 десятин 1060 сажен. Всего же имелось 1422 десятины 539 сажен удобной земли и 140 десятин 1468 сажен неудобной. Земля была глинистая и солонцеватая, засаживалась без удобрений.
Монастырь ежегодно засевал всего около 100 десятин, а остальное сдавал в аренду. Монастырским хлебом также питались инокини Успенской обители, взамен поставляя к монастырскому столу овощи, зелень и бахчевые. На зиму заготавливалось 50-100 стогов сена, но работы проводились окрестными крестьянами за право забрать половину собранного, и из-за слабого контроля монастырь недополучал заметную часть собранного, что делало эту отрасль хозяйствования убыточной.
Лес был дубовый, вязовый, осиновый, кленовый, липовый. Встречались терновник и осокорь. Строевого леса очень мало, с толщиной в отрубе до четырёх вершков. В озере водились карась, щука, подлещик и окунь, однако только если при разливе Иргиз соединялся с озером. В сухие годы озеро почти всё пересыхало.

### Дальнейшее хозяйствование

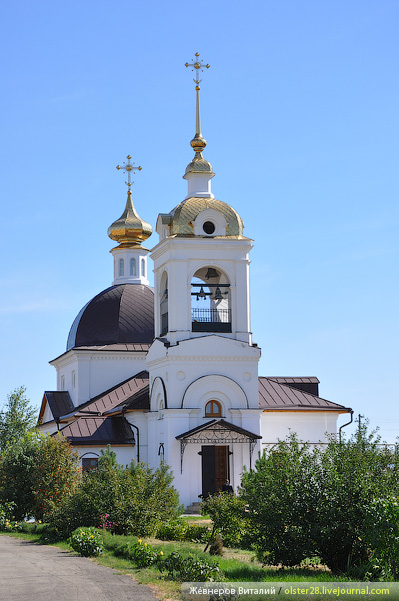
Восстановленный храм во имя Николая Чудотворца

Храм во имя Покрова Пресвятой Богородицы в 1861 году был упразднён из-за ветхости. В 1864 году был освящён новый тёплый однопрестольный храм, перестроенный их раскольничьей каменной ризницы. Высота храма с крестом достигала 7,5 сажен. На месте же упразднённой церкви в 1871 году поставили деревянную часовню для постоянного чтения псалтыря.
Храм во имя Николая Чудотворца был перестроен в 1886 году, и заново освящён 31 мая 1887 года. При нём имелась деревянная четырёхъярусная колокольня высотой в 12 сажен.
Всего на территории монастыря находилось 15 зданий, в 12 из которых размещались настоятельница и сёстры, в остальных — ризница, трапезная и больница на 5 коек. Территория была обнесена оградой, в которой имелось три башни и трое ворот: на западной стороне — «Святые», трёхглавые, с калитками, на восточной и северной — каменные въездные.
Также монастырю принадлежали рыбные ловли на Большом Иргизе, сдававшиеся в аренду, ветряная мельница с двумя поставами, кирпичный завод. В Самаре на улице Самарская, между улицами ул. Александровская и Симбирская располагалось монастырское подворье с деревянным домом, флигелем и хозяйственными постройками.
На монастырском кладбище за отдельную плату могли были быть похоронены состоятельные местные жители.
Святынями обители считалось 5 Евангелий, напечатанных во время царствования Михаила Фёдоровича.

## Монастырь при советской власти

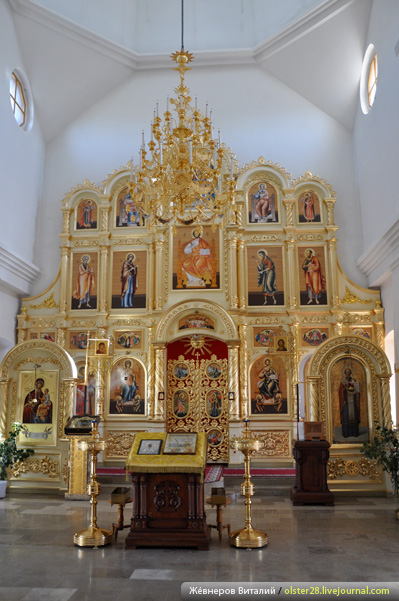
Иконостас в восстановленном храме

В феврале 1918 года распоряжением советских властей монастырь был закрыт. До января 1920 года все постройки и имущество монастыря находились в ведении Николаевского уездного земельного отдела, после чего перешли в распоряжение уездного отдела народного образования.
Трудоспособные монашки были привлечены на различные работы: кто-то в отдел здравоохранения для борьбы с эпидемиями, кто-то на молочную ферму. Нетрудоспособных взял под опеку отдел соцобеспечения, ему же достался и монастырский фруктовый сад. Монастырское подворье в Самаре в 1922 году было отдано под жильё. Окончательно обитель опустела в 1929 году, когда последние 40 монашек во главе с игуменьей Зоей переселились в Николаевск. Однако они приходили в обитель, где ухаживали за размещёнными в бывшем монастыре детьми-сиротами.
В 1930 году на территории монастыря была организована коммуна, названная в честь Международной организации помощи борцам революции (МОПР), позднее превратившаяся в одноимённое колхозное поселение. Покровская церковь была разобрана на строительство МТС, Никольский храм переделали под клуб. Монастырские стены во многих местах разрушили, кое-где в них прорубили окна.

## Современный период
Во второй половине 1990-х полуразрушенный Никольский храм стал местом для молитвы нескольких верующих женщин из Пугачёва. Они начали его постепенную расчистку и приведение в порядок. Это начинание было поддержано многими жителями города. Совместными усилиями при поддержке местных предприятий к декабрю 1998 года храм был в значительной степени восстановлен, 26 ноября 1998 года документально был оформлен церковный приход. Однако при приходе не было священника, и алтарь храма не освящался, поэтому в нём проводились лишь торжественные молебны с акафистом Николаю Чудотворцу.
При приходе образовалось сестричество. Сёстры продолжили восстановление храма и принялись за восстановление келейного двухэтажного дома и дома для прислужниц. В прочих сохранившихся зданиях монастыря проживают жители посёлка. Строились также баня и прачечная, в кельи проводилось электричество, заготавливался материал для восстановления монастырской стены.
28 декабря 2000 года по благословению патриарха и Синода при храме во имя святителя Николая Чудотворца поселка был учреждён Свято-Никольский женский монастырь. Главный храм монастыря был освящён 20 сентября 2008 года во имя святителя Николая, архиепископа Мирликийского. Освящение совершил саратовский епископ Лонгин (Корчагин). Настоятельницей монастыря являлась игумения Севастиана (Власова). В 2009 году по представлению Саратовской областной думы посёлок Мопр был переименован в посёлок Монастырский.
29 декабря 2020 года решением Священного синода священноархимандритом был утверждён Игнатий (Депутатов). 17 июня 2021 года Синод назначил монахиню Виринею (Букатову) игуменией монастыря.